# キャスタ角

θがキャスタ角、赤線がピボット線、灰色の領域がタイヤ。

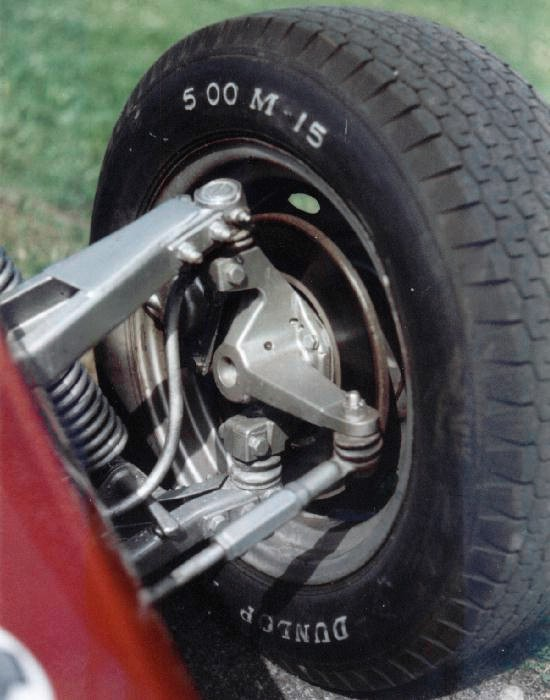
レース車の前サスペンション。キャスタ角はアッパーおよびロワーボールジョイント間の線によって作られる。

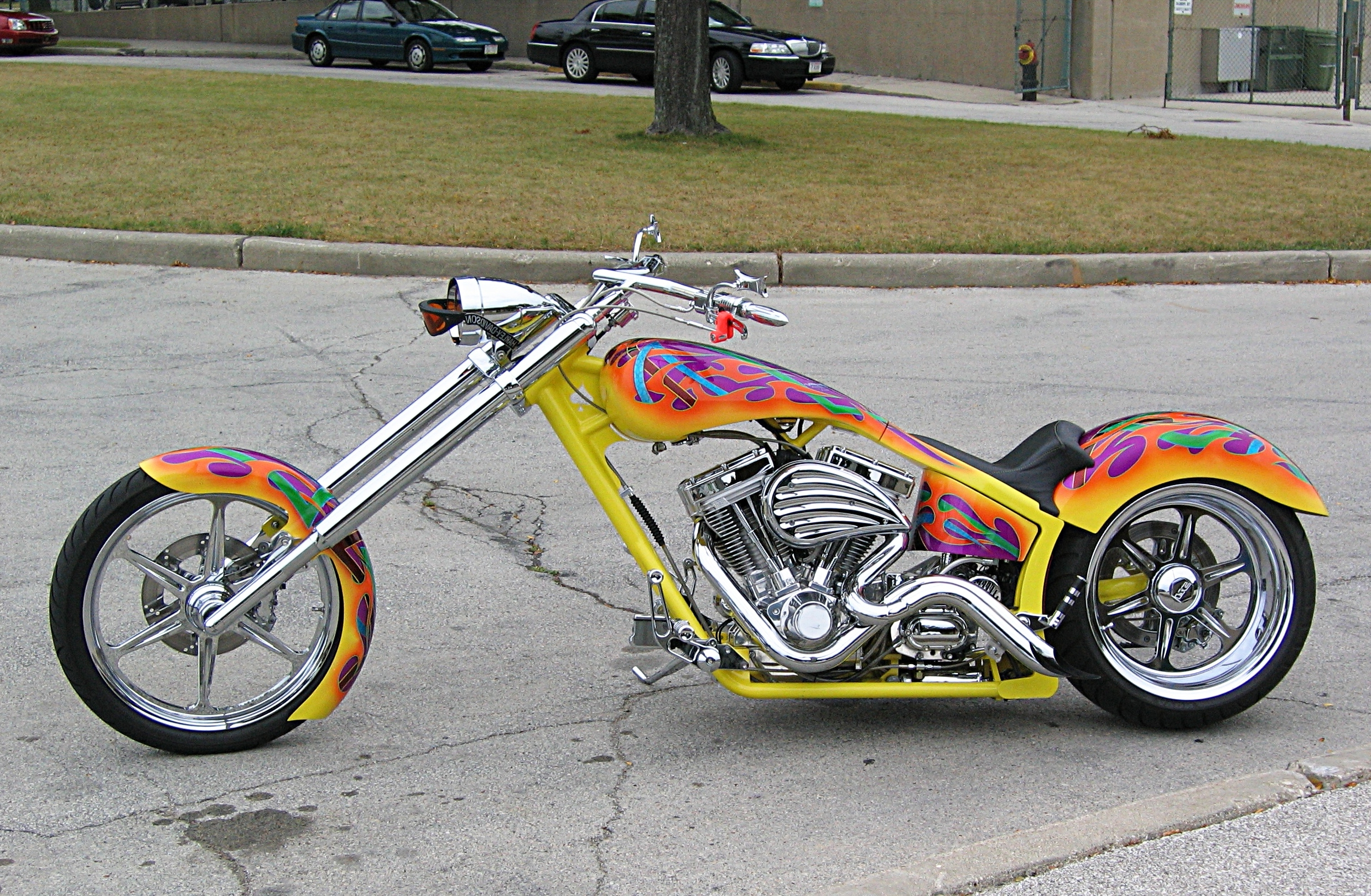
極端なキャスター角のついた傾斜フォークを持つチョッパーの例。

キャスタ角（キャスタかく、英語: caster angle, castor angle、キャスター角）は、自動車、オートバイ、自転車、その他の車両または船舶において、車両の横から見た時の、操作された車輪の垂直軸からのステアリング軸の角変位である。デュアルボールジョイントサスペンションを持つ自動車におけるステアリング軸は、上部ボールジョイント（玉継手）の中心から下部ボールジョイントの中心を走る、またはキングピンを持つ車両ではキングピンの中心を走る想像上の線である。「キャスター」は英語で脚輪を意味する。
キャスタ角によって車輪は進行方向と揃うようになり、これはキャスタ変位またはキャスタ角のいずれかによって達成することができる。キャスタ変位は車輪の回転軸の前方へステアリング軸を移動させる（ショッピングカートの前輪と同じ）。キャスタ角はステアリング軸を垂直から移動させる。
自動車レースでは、キャスタ角は特定の会場のために操縦性を最適化するために調節される。

## 歴史
アーサー・クレブス は、「Improvements in mechanically propelled vehicles（機械推進車両の改良）」と題された1896年のイギリスでの特許において、自動車の前車軸を正のキャスタ角を持つように配置することを提唱した。この特許において、クレブスは、この配置が「駆動装置前部の特別な配置によって方向安定性を確保するため、すなわち、他の方向に車軸を維持する傾向がない場合、あるいは一時的な努力によりそれらが上記の平行度から逸脱した後に、車両の2つの車軸の平行度を自動的に再確立するため。[...] 駆動装置前部の車軸は、上方向の安定性を確保するために、ピボットピンの軸の射影の後ろに適切な距離に配置される」。

## 正のキャスタ角
ステアリング軸は、軸を通るように引かれた線が、トレールと呼ばれる距離だけ舗装道路上のタイヤの接地面の中心のわずか上で路面と交差するように傾けられる。この目的は、ステアリングに対してある程度のセルフセンタリングを与えることにある。これによって、車両の制御がより容易になり、方向安定性が向上する。過度なキャスタ角はステアリングをより重くし、応答性はより低くなるが、レースでは旋回中のキャンバーゲイン（車輪の垂直変位量あたりのキャンバ角の変化）を改善するために大きなキャスタ角が使用される。ラジアルタイヤでは7度を超えるキャスタ角が一般的である。大きなキャスタ角から来る持上効果を克服するためにパワーステアリングが通常必須となる。
一部の前部アラインメントは、右側と左側で異なるキャスタを要求する。これはクロスキャスタと呼ばれ、その差はスプレッドと呼ばれる。クロスキャンバも指定することができるが、通常両方は指定されない。

## トレールまたはトレーリング
ステアリング軸（上図中の赤点線）は車輪の中心を通過しなくてもよいため、キャスタはトレールとは独立して設定することができる。トレールは、横から見た時に、ステアリング軸が地面と交差する位置と車軸直下の点との間の距離である。
キャスタ角とトレールはどちらもステアリングに影響を与えるが、方法は異なる。キャスタはダンピング（減衰）を加える傾向にあるのに対して、トレールは「フィール（操舵感）」とステアリングの復元性を加える。
ショッピンカートの脚輪（キャスター）は極端な場合である。装置に減衰機構は付いていないが安定している。これは、車輪が「正しい」進路を中心として振動するためである。構造は比較的高いトレールを持つが、キャスタはなく、これによって最小の力で進路変更が可能となっている。
この場合、タイヤでの横力は接地面の中心に作用せず、中心の後ろの点に作用する。この距離はニューマチックトレールと呼ばれ、速度、荷重、操舵角、路面、タイヤの種類、タイヤ圧、および時間によって変動する。

## 前部アラインメント
車両の前サスペンションがアラインメントされる時、ステアリングのセルフセンタリング作用を得るためにキャスタが調節される。この作用は車両の直進安定性に影響する。不適切にキャスタを設定すると、運転手はステアリングを切る時も戻す時も自分で動かさなければならず、直進を維持するのが困難になる。

## 二輪車
自転車とオートバイの文脈では、キャスタは一般に「ヘッド角」、「レイク（傾斜）角」、または「レイク・アンド・トレイル」（特にアメリカ英語で）と呼ばれる。イギリス英語では、今でも主にキャスタ（casterまたはcastor）という用語が使われている。
一部の自転車組立者は、車輪中心でのメカニカルトレールに対する角度をキャスタと呼んでいる。